# Siamangs
De siamangs (Symphalangus) zijn een van de vier geslachten uit de familie gibbons. Dit geslacht is nauw verwant aan het geslacht Hylobates. Het geslacht omvat maar één soort, met twee ondersoorten.

## Soorten
- Symphalangus syndactylus – Siamang
  - Ondersoort: Symphalangus syndactylus continentis
  - Ondersoort: Symphalangus syndactylus syndactylus